# Andy i jego ulubione przygody
Andy i jego ulubione przygody (ang. Andy’s Top 5s) – brytyjski serial fabularno-animowany, w Polsce emitowany na kanale CBeebies od 2 marca 2020 roku.

## Fabuła
Andy zaprasza na przegląd jego ulubionych momentów ze wszystkich swoich programów.

## Obsada
- Andy Day[2]

## Wersja polska
Opracowanie i udźwiękowienie wersji polskiej: Studio Sonica
W roli Andy’ego wystąpił: Piotr Bajtlik